# Thymus plasonii
Thymus plasonii là một loài thực vật có hoa trong họ Hoa môi. Loài này được Adamovic miêu tả khoa học đầu tiên năm 1907.